# Enea Bortolotti
Enea Bortolotti (Roma, 28 settembre 1896 – Firenze, 22 giugno 1942) è stato un matematico italiano.

## Biografia
Nato a Roma nel 1896, figlio del matematico bolognese Ettore Bortolotti e di Ilde Montessori, è stato alunno interno della Scuola Normale Superiore di Pisa, dove si è laureato nel 1920 con Luigi Bianchi. Ha partecipato al primo conflitto mondiale, ottenendo la croce di guerra e le medaglie di bronzo e di d'argento, e successivamente, nel 1919, alla campagna libica. È stato professore di geometria analitica e descrittiva all'Università degli Studi di Cagliari dal 1928 al 1934, quando venne chiamato all'Università di Firenze. Il suo campo principale di studio è stato la Geometria degli spazi a connessione proiettiva e argomenti connessi (varietà anolonome, varietà riemanniane, geometria affine-differenziale).
È stato membro del Consiglio Nazionale delle Ricerche. Nel 1934, insieme al collega Pietro Burgatti, ha rappresentato l'Italia nel Congresso internazionale di calcolo tensoriale di Mosca. Ha pubblicato una novantina di lavori di carattere scientifico, oltre ad alcuni testi scolastici. Ha tenuto – in tedesco – conferenze scientifiche ad Amburgo e a Vienna. La morte a 46 anni nel 1942, fu conseguenza di una amebiasi contratta in Libia nel 1919.